# William Lloyd Standish
William Lloyd Standish (ur. 16 lutego 1930 w Pittsburgh, zm. 1 stycznia 2015) – amerykański prawnik, sędzia senior sądu federalnego wschodniej Pensylwanii.

## Życiorys
Studia prawnicze z tytułem bakalaureata ukończył na Yale University w 1953. W 1956 zdobył stopień bakalaureata z prawa na University of Virginia. W latach 1956–1980 prowadził własną kancelarię prawniczą. Sędzia w sądzie dzielnicowym w Pittsburgh w okresie 1980-1987.
1 lipca 1987 nominowany przez Ronalda Reagana na funkcję sędziego sądu federalnego wschodniej Pensylwanii w miejsce Baronna McCune'a. 5 listopada tego samego roku nominacja została zatwierdzona przez Senat Stanów Zjednoczonych i dwa dni później rozpoczął urzędowanie. Funkcję sędziego sprawował do 1 marca 2002. Tego samego dnia został mianowany sędzią seniorem i urząd ten sprawował aż do swojej śmierci 1 stycznia 2015.